# Jo Nousse
Pour l’article homonyme, voir Nousse.
Jo Nousse, né en 1958 à Thionville en Moselle, est un artiste et enseignant français.
Artiste dans les domaines de la musique, de la poésie et du théâtre ; cet ancien professeur des écoles en langues régionales est le premier fonctionnaire de l'Éducation nationale à avoir enseigné le francique luxembourgeois à plein temps,.

## Biographie
Né en 1958 à Thionville, il grandit à Hunting dans le pays de Sierck. Ayant pour langue maternelle le « Platt luxembourgeois », il commence à apprendre la langue française vers l'âge de 6 ans,.
Concernant sa carrière musicale, il fait successivement partie des groupes Geeschtemat ?, Tutti Futti et Mannijo. À l'époque du groupe Tutti Futti, il est le chanteur d'une chanson à l'encontre de la centrale nucléaire de Cattenom, chose que fera également plus tard le groupe de rock luxembourgeois Toxkäpp! (lb).
En 1984, il fit une demande pour obtenir un poste d'enseignant en langues et cultures régionales, dans le but de pouvoir enseigner le luxembourgeois en Moselle. Il obtint ce poste que beaucoup plus tard, soit en 2005.

## Œuvres
- Léider a Gedichter fir d'Kanner, coédition Gewan / CDDP, 1985
- Chemin faisant avec l'âne de Sierck/Ënnerwee mam siirker Iesel, guide pédagogique collectif, 2005

### Théâtre et spectacles
- Schnaps, dat war jo säin éischt Wuert, Éditions Gewan, 1986
- Si le dragon m'était chanté (coréalisation et interprétation)
- Dis voir ! (idem)
- Daniel Laumesfeld : le voyageur enraciné (idem)

### Prose et poésie
- Errances Bilingues, Éditions Gewan, 1984
- Fragments d'arc-en-ciel/Reebousplitteren, Éditions Gewan, 1992
- Plattagonie, Éditions Gau un Griis, 2009

## Discographie

### Avec Geeschtemat?
- Geeschtemat? séngt op Platt, Album, LP, Médiaphone, 1981
- Un titre sur Muselfränkéch oni Grenzen, Schnoog, 1984

### Avec Tutti Futti
- Reebou, Maxi 45T, Coproduction Apero/Tutti, 1987
- Titre sur compilation Tontexte/Text-Töne, Coproduction SR/EMI, 1989
- Titre sur compilation Lorraine d’En Fer, Amper, 1991
- Titre sur compilation Musek ouni Grenzen, Schnoog, 1992
- Trans-Eurock Express, Album, 3R, 1993
- Titre sur compilation Vinilkosmo, Eurokka, 1995
- Deux titres sur Compil’Rock à Thionville, Cadence Music, 1995
- Bilingue dingue, Mini-album, 3R, 1996

### Apparitions vocales diverses
- Manfred Pohlmann, M, Schnoog, 1995
- Massilia Sound System, Commando Fada, Ròker Promocion, 1995
- HEP !, Il est psy ?, 2010